# Florica Bagdasar
Florica Bagdasar (Bitola, 1901. január 24.  – Bukarest, 1978. december 19.) román orvos, a gyermek-neuropszichiátria szakembere, román egészségügyi miniszter 1946 és 1948 között. Romániában ő volt az első nő, aki miniszteri tisztséget kapott.

## Életpályája
A macedóniai Bitolában (görög nevén Monasztiri) született aromán családban Florica Ciumetti néven. Apja mérnök és matematikatanár volt. A család az első világháború miatt Romániába menekült. A középiskolát a moldvai Romanban végezte el 1920-ban, majd 1925-ben orvosi diplomát szerzett Bukarestben. 1917-ben férjhez ment Dumitru Bagdasar orvoshoz.
Fiatal házasként szakmai képzésre mentek az egyesült államokbeli Bostonba, ahol Florica közegészségügyi tanulmányokat folytatott a Harvard Egyetemen, férje pedig az idegsebészetben szakosította  magát. 1929-ben tértek vissza Romániába, Zsombolya és Cernăuți után Bukarestbe kerültek, és ott is éltek és tevékenykedtek életük végéig. Férje 1935-ben megalapította az első bukaresti idegsebészeti klinikát.  Florica Bagdasar, miután minden szakvizsgát letett,  
pszichiáter főorvos lett mentálhigiénés szakterületen.  Florica Nicolescu Stafiescu kolléganőjével sikeres saját tervezésű ábécéskönyvet és  számtankönyvet kisérleteztek ki az elemi iskolák számára, a játékos tanulásra fektetve a hangsúlyt.
1946-ban, Florica Bagdasar tervei alapján, Bukarestben mentálhigiéniai központot hoztak létre, ahol mentális hiányosságokkal és viselkedési zavarokkal küszködő gyerekeket kezeltek. 1953-ig az intézet igazgatója volt. Ugyancsak 1946-ban egészségügyi miniszternek nevezték ki, miután férje rákban meghalt, és őt követte ebben a tisztségben. Sem a férje, sem ő nem voltak politizáló emberek, de elvállalták a miniszteri kinevezést, mivel úgy gondolták, hogy ezzel segíteni tudnak a siralmas egészségügyön. Florica Bagdasar 1948 nyaráig volt miniszter, amikor az 1947 decemberében kikiáltott népköztársaság vezetői elég megerősödöttnek ítélték a kommunista rendet. Nagy sikernek könyvelhette el, hogy minisztersége idején a hatalom elfogadta azt a javaslatát, hogy az Egyesült Államoktól kérjenek (és kaptak is) anyagi támogatást az egészségügyi problémák sürgős megoldására.
Közben 1949-től docens lett a bukaresti orvosi egyetemen, ahol gyermek-neuropszihiátriával foglalkozott. Néhány évig a román Vöröskereszt elnöke is volt. Annak ellenére, hogy belépett a kommunista pártba, képviselőséget vállalt, és mindenképp igyekezett megfelelni a rendszer követelményeinek, 1953 és 1956 között kegyvesztett volt, méltatlan támadásoknak kitéve, és csak komoly betegsége mentette meg a teljes leszámolástól. 1957-ben rehabilitálták, de nem fogadta el a felajánlást, hogy újra belépjen a pártba. A Vöröskereszt alelnökévé választották, de élete végéig csak megtűrték. Megengedték, hogy meglátogassa külföldön élő matematikus lányát, Alexandra Bellow-t, aki akkor a Nobel-díjas Saul Bellow író felesége volt.  
Lánya és férje 1978-ban meglátogatták a már agyvérzést szenvedett Florica Bagdasart Bukarestben. Ez az utazás ihlette Bellow  The dean´s december című regényét (A dékán decembere – románul A dékán tele címmel jelent meg 2000-ben).

## Emlékezete
Egykori bukaresti lakóházán ma emléktábla hirdeti, hogy ott lakott Dumitru és Florica Bagdasar.

## Fordítás
- Ez a szócikk részben vagy egészben  a   Florica Bagdasar című román Wikipédia-szócikk fordításán alapul.  Az eredeti cikk szerkesztőit annak laptörténete sorolja fel. Ez a jelzés csupán a megfogalmazás eredetét és a szerzői jogokat jelzi, nem szolgál a cikkben szereplő információk forrásmegjelöléseként.